# Charles Saint-Venant (1898-1953)
Pour les articles homonymes, voir Saint-Venant (homonymie).
Charles Louis Saint-Venant, né le 7 novembre 1898 à Lille (Nord) et mort le 14 avril 1953 dans la même ville, est un homme politique français.

## Biographie
Fils de Charles Eugène Saint-Venant, secrétaire général de l’Union locale et de l’Union départementale des ouvriers du Nord, conseiller municipal, adjoint au maire de Lille et député du Nord, le jeune Charles adhère à l'organisation de jeunesse du parti socialiste, la « Jeune Garde », dès l'âge de 14 ans. Après sa démobilisation en 1920 à l'issue de la première guerre mondiale, Charles Saint-Venant exerce diverses fonctions au sein de la section de Lille du parti socialiste. En 1926, il succède à son père comme conseiller général du canton de Lille-Sud-Est. En 1929, il est élu conseiller municipal et devient adjoint au maire.
Il se présente une première fois aux élections législatives en 1932, mais n'est pas élu. Il se présente de nouveau en 1936 dans la 4e circonscription de Lille  pour succéder à Alexandre Bracke-Desrousseaux qui ne se représentait pas et est cette fois largement élu. Il conservera son mandat jusqu'en 1942. En décembre de la même année, après le suicide de Roger Salengro, il est élu à l'unanimité maire de Lille.
Il est remplacé par un de ses adjoints, Paul Dehove, nommé par le préfet et confirmé par Pétain.

## Sources
- Ressource relative à la vie publique :   - Base Sycomore